# Nguyễn Tuấn Mạnh
Nguyễn Tuấn Mạnh (sinh ngày 31 tháng 7 năm 1990) là một cầu thủ bóng đá chuyên nghiệp người Việt Nam hiện đang thi đấu ở vị trí thủ môn cho câu lạc bộ Khánh Hoà và đội tuyển quốc gia Việt Nam.

## Tuổi thơ
Tuấn Mạnh sinh ra ở huyện Tĩnh Gia, Thanh Hóa trong một gia đình có 2 anh em trai, anh là Nguyễn Trọng Hùng. Cha anh là vận động viên Nguyễn Trọng Chữ vốn là cây chuyền hai có tiếng ở xứ Thanh sau đó di chuyển vào Gia Lai. Năm 2005, sau khi chia tay Thanh Hoá theo gia đình vào Gia Lai sinh sống, anh lọt vào đội năng khiếu bóng đá của tỉnh Gia Lai. Sau thời gian tập luyện thì đến năm 2006, anh chính thức được nhận vào Hoàng Anh Gia Lai.

## Sự nghiệp

### Câu lạc bộ
Năm 2005, Tuấn Mạnh được chọn vào đội U-15 của Hoàng Anh Gia Lai. Anh thường xuyên góp mặt trong đội hình các lứa trẻ của Hoàng Anh Gia Lai thi đấu tại các giải đấu trẻ trong nước. Năm 2009, anh cùng đội U-19 Hoàng Anh Gia Lai lọt vào tới trận chung kết giải U-19 Quốc gia. Dù chỉ nhận được huy chương bạc, sau khi để thua U-19 Viettel ở loạt sút luân lưu trong trận chung kết nhưng đó đã là một thành công lớn đối với riêng cá nhân Tuấn Mạnh cũng như những người đồng đội của anh.
Tại vòng chung kết giải U-21 Quốc gia năm 2010, Tuấn Mạnh đã cùng đội U-21 Hoàng Anh Gia Lai giành huy chương đồng. Sau đó, Tuấn Mạnh được gọi vào đội tuyển U-21 Việt Nam tham dự Giải bóng đá U-21 Quốc tế báo Thanh niên 2010.
Nhờ thành tích ở những giải trẻ, Tuấn Mạnh đã được ban huấn luyện đội một Hoàng Anh Gia Lai để ý đến. Anh đã chính thức được đôn lên đội một ở mùa giải 2010. Trước đó, Tuấn Mạnh cũng có trận đấu đầu tiên cho Hoàng Anh Gia Lai trong trận thua 1–4 trước SHB Đà Nẵng tại sân Chi Lăng ở mùa giải 2009. Việc góp mặt trong đội một của một câu lạc bộ hàng đầu Việt Nam khi chưa đầy 20 tuổi, chính là một thành công đáng nhớ trong sự nghiệp trở thành cầu thủ chuyên nghiệp của anh. Tuy nhiên trong suốt mùa giải 2010, Tuấn Mạnh gần như không có cơ hội thi đấu, anh góp mặt trong đội hình một chủ yếu để rèn rũa khả năng của mình dưới sự dẫn dẵn của HLV người Thái Lan Kiatisuk Senamuang.
Cơ hội khẳng định bản thân đã đến với Tuấn Mạnh trong trận HAGL gặp Vicem Hải Phòng tại vòng 6 V-League 2011, ngày 13 tháng 3 năm 2011. Sau khi vào sân ở hiệp 2, Tuấn Mạnh đã thi đấu xuất sắc, từ chối nhiều cơ hội của đội chủ nhà, giúp HAGL giành được 1 điểm. Tới trận đấu tiếp theo, Tuấn Mạnh được bắt chính, HAGL đã giành chiến thắng 3–0 trước Đồng Tâm Long An. Tuấn Mạnh đã chơi nổi bật khi cản phá nhiều cơ hội ghi bàn của Antonio Carlos và Tshamala Kabanga. Trong mùa giải 2011, Tuấn Mạnh đã thi đấu tất cả 13 trận đấu cho đội bóng phố núi.
Tuy nhiên dưới triều đại HLV người Hàn Quốc Choi Yun-kyum (3 mùa giải 2012, 2013, 2014), anh chỉ bắt được tổng cộng đúng 13 trận đấu và chủ yếu dự bị cho thủ môn Bassey Akpan người Nigeria. Quả thật việc ít thi đấu dường như đã khiến anh bị ban huấn luyến đội tuyển quốc gia Việt Nam lãng quên và hệ lụy là anh không có tên trong danh sách tham dự SEA Games 27 ở Myanmar…
Năm 2014, Hoàng Anh Gia Lai thay thế toàn bộ nhân sự đội bóng, Tuấn Mạnh chuyển về thi đấu cho Sanna Khánh Hòa BVN.
Năm 2020, Tuấn Mạnh chủ động chia tay đội bóng phố biển và gia nhập SHB Đà Nẵng.

### Đội tuyển quốc gia
Sau màn trình diễn ấn tượng tại V-League 2011, Tuấn Mạnh đã được huấn luyện viên Phan Thanh Hùng triệu tập lên đội tuyển Olympic Việt Nam tham dự vòng loại Olympic London 2012. Tuấn Mạnh có trận đấu đầu tiên cho đội tuyển Olympic Việt Nam vào ngày 19 tháng 6 năm 2011 trong trận gặp đội Olympic Ả Rập Xê-út trên sân Sultan bin Abdul-Aziz Al Saud. Trong trận đấu đó, Tuấn Mạnh vẫn giữ được phong độ tốt, cản phá được nhiều cú sút của đội bạn. Trận đấu thứ 2, Tuấn Mạnh bắt chính trong màu áo Olympic Việt Nam là ngày 23 tháng 6 năm 2011 trên sân vận động Quốc gia Mỹ Đình. Đội tuyển Olympic Việt Nam đã để thua Olympic Ả Rập Xê-út với tỉ số 1–4 và chia tay vòng loại Olympic London 2012.
Ngày 20 tháng 9 năm 2011, Tuấn Mạnh tiếp tục góp mặt trong đội hình U-23 Việt Nam tham dự Cúp bóng đá Thành phố Hồ Chí Minh. Ở giải đấu này, thủ môn Tuấn Mạnh đã bắt chính trong hai trận đấu U-23 Việt Nam thua Sinh viên Hàn Quốc 0–1 và thắng U-23 Singapore 2–1. Kết thúc giải đấu, U-23 Việt Nam xếp ở vị trí thứ 3. Để chuẩn bị cho SEA Games 26 tại Indonesia, Tuấn Mạnh góp mặt cùng U-23 Việt Nam tại giải VFF Cup tổ chức tại Sân vận động Quốc gia Mỹ Đình từ ngày 19 tháng 10 đến 23 tháng 10 năm 2011. Anh đã bắt chính trong hai trận U-23 Việt Nam hòa U-23 Uzbekistan và U-23 Malaysia cùng với tỷ số 1–1.
SEA Games 26 tại Indonesia là giải đấu quốc tế lớn đầu tiên trong sự nghiệp cầu thủ của Tuấn Mạnh. Ở giải đấu này, U-23 Việt Nam đã thi đấu không thành công khi chỉ xếp ở vị trí thứ 4. Tuấn Mạnh được bắt chính 2 trận đấu quan trọng là trận khai mạc ở vòng bảng, U-23 Việt Nam thắng U-23 Philippines với tỉ số 3–1 và trận tranh giải ba, U-23 Việt Nam thua U-23 Myanmar 1–4.
Tuấn Mạnh đã có bước thăng tiến lớn trong sự nghiệp. Ngay sau khi lên thi đấu ở ĐT Olympic, anh đã được HLV trưởng ĐT Việt Nam, ông Falko Goetz đánh giá cao. Và phần thưởng cho Tuấn Mạnh là một vị trí trong màu áo Đội tuyển Việt Nam thi đấu trước Qatar tại vòng loại thứ 2 World Cup 2014. Đáng tiếc, Tuấn Mạnh vẫn chưa có cơ hội khẳng định bản thân mình. ĐT quốc gia Việt Nam cũng chia tay giải đấu đó sau khi để thua Qatar với tổng tỉ số 2–4.
Tại lượt trận thứ 6 vòng loại Asian Cup 2019, Tuấn Mạnh vào sân thay cho Đặng Văn Lâm trong trận gặp Jordan. Anh đã có nhiều pha cứu thua xuất sắc để bảo toàn tỷ số 1–1 cho Việt Nam.

## Thống kê sự nghiệp

### Quốc tế
Tính đến ngày 25 tháng 12 năm 2018.
| Đội tuyển quốc gia | Năm       | Trận | Bàn |
| ------------------ | --------- | ---- | --- |
| Việt Nam           | 2017      | 2    | 0   |
| Việt Nam           | 2018      | 2    | 0   |
| Tổng cộng          | Tổng cộng | 4    | 0   |

## Danh hiệu
Hoàng Anh Gia Lai
- Á quân Giải bóng đá U19 quốc gia: 2009
- Hạng ba Giải bóng đá U21 quốc gia: 2010

Khánh Hoà
- Hạng ba V.League: 2018

Việt Nam
- Vô địch Giải vô địch bóng đá Đông Nam Á: 2018